# Łabuńce (przystanek kolejowy)
Łabuńce (lit. Lobiniai, ros. Лобиняй) – przystanek kolejowy w pobliżu miejscowości Łabuńce, w rejonie ignalińskim, na Litwie. Leży na linii dawnej Kolei Warszawsko-Petersburskiej.